# يوم مايو الدامي (1952)
يشير مصطلح "يوم مايو الدامي" (باليابانية: 血のメーデー事件) إلى اشتباك عنيف وقع بين المتظاهرين ورجال الشرطة في حديقة كوكيو غايين الوطنية أمام القصر الإمبراطوري في طوكيو، اليابان، في الأول من مايو عام 1952. عندما رفض حشد كبير من المتظاهرين فضّ احتجاجهم على المعاهدة الأمنية بين الولايات المتحدة واليابان، اندلعت اشتباكات دامية بين المتظاهرين ورجال الشرطة. في النهاية، أطلق رجال الشرطة النار على الحشد، مما أسفر عن مقتل شخصين وإصابة 22 آخرين بجروح ناجمة عن طلقات نارية. وبلغ إجمالي عدد المصابين في الاشتباكات حوالي 2300 شخص (1500 متظاهر و800 شرطي).

## خلفية
بعد هزيمة اليابان في الحرب العالمية الثانية، حكمت الولايات المتحدة البلاد احتلالًا عسكريًا لمدة سبع سنوات، من عام 1945 إلى عام 1952. وكشرط لإنهاء الاحتلال، أُجبرت اليابان على توقيع معاهدة الأمن بين الولايات المتحدة واليابان التي سمحت للولايات المتحدة بالاحتفاظ بقوات عسكرية على الأراضي اليابانية. دخلت هذه المعاهدة حيز التنفيذ في 28 أبريل 1952، بالتزامن مع معاهدة سان فرانسيسكو، التي أنهت رسميًا الحرب العالمية الثانية في آسيا. كما رفضت الولايات المتحدة إعادة أوكيناوا إلى اليابان، وحافظت عليها كمستعمرة أمريكية بحكم الأمر الواقع.
بعد ثلاثة أيام من دخول هذه المعاهدات حيز التنفيذ، في الأول من مايو- وهو تاريخ تقليدي للاحتجاجات السنوية "عيد العمال" في الدوائر الاشتراكية واليسارية - خطط اتحاد العمال الوطني ذو الميول اليسارية "سوهيو" ليوم احتجاجي على مستوى البلاد في المدن والبلدات في جميع أنحاء اليابان للتعبير عن الغضب الشعبي الواسع النطاق من معاهدات السلام والأمن أحادية الجانب التي من شأنها ترسيخ "استقلال اليابان التابع" تحت هيمنة الولايات المتحدة، وفشل الحكومة اليابانية في تأمين إعادة أوكيناوا. شارك أكثر من مليون شخص في 331 تجمعًا احتجاجيًا في جميع أنحاء البلاد.
في هذه الأثناء في عام 1950، بناءً على طلب رئيس الوزراء السوفيتي جوزيف ستالين، نشرت الكومينفورم التي يقودها السوفييت منشورًا ينتقد بشدة سياسات الحزب الشيوعي الياباني في الاحتجاج السلمي والمشاركة في السياسة الانتخابية، مما دفع الحزب الشيوعي الياباني إلى تغيير سياساته تمامًا ومحاولة إثارة ثورة عنيفة فورية في اليابان على غرار ماو تسي تونغ. في مايو 1952، كان الحزب الشيوعي الياباني لا يزال يحاول إثارة ثورة شيوعية عنيفة، وبالتالي، بدعم من نشطاء الطلاب الراديكاليين من اتحاد طلاب زينغاكورين على مستوى البلاد وجماعات النشطاء الكوريين في زاينيتشي، سعى الحزب الشيوعي الياباني إلى التسلل إلى حركة الاحتجاج السلمية في الأول من مايو في سوهيو وتحريض الجماهير على الانخراط في هجمات عنيفة على أهداف للشرطة والجيش الأمريكي.

## العنف في طوكيو
على الرغم من أن معظم التجمعات في جميع أنحاء البلاد كانت سلمية، إلا أن أعمال عنف اندلعت في وسط طوكيو عندما حاول المتظاهرون احتلال الساحة أمام القصر الإمبراطوري (حديقة كوكيو غايين الحالية). كانت هذه الساحة موقعًا تقليديًا لاحتجاجات عيد العمال السنوية، ولكن في عام 1952، وخوفًا من غضب شعبي في أعقاب الاحتجاجات، أعلنت الحكومة اليابانية إغلاق الساحة أمام التجمعات العامة. سعى سوهيو إلى الالتزام باللوائح الجديدة، فجمع أعضاؤه في ضريح ميجي بدلًا من ذلك. إلا أن نشطاء طلاب زينغاكورين، ونشطاء زاينيتشي، وغيرهم من المحرضين المنتمين إلى الحزب الشيوعي الياباني، قادوا مجموعة كبيرة من المتظاهرين في مسيرة من ضريح ميجي إلى القصر الإمبراطوري "لاستعادة" "ساحة الشعب".  

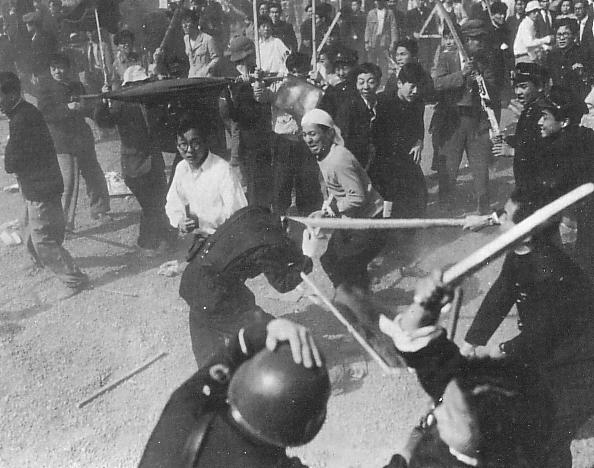
المتظاهرون يشتبكون مع الشرطة في "ساحة الشعب"

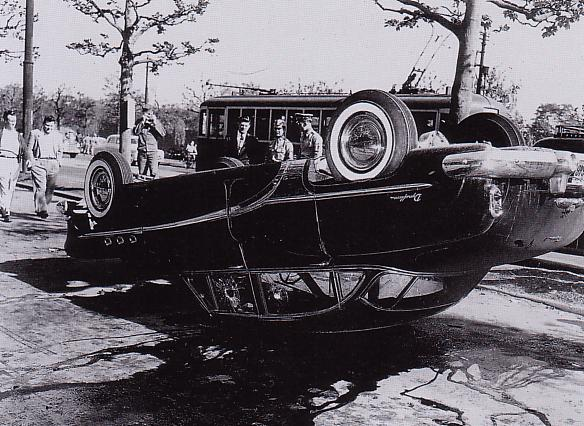
سيارة مملوكة لأميركي انقلبت على يد متظاهرين غاضبين

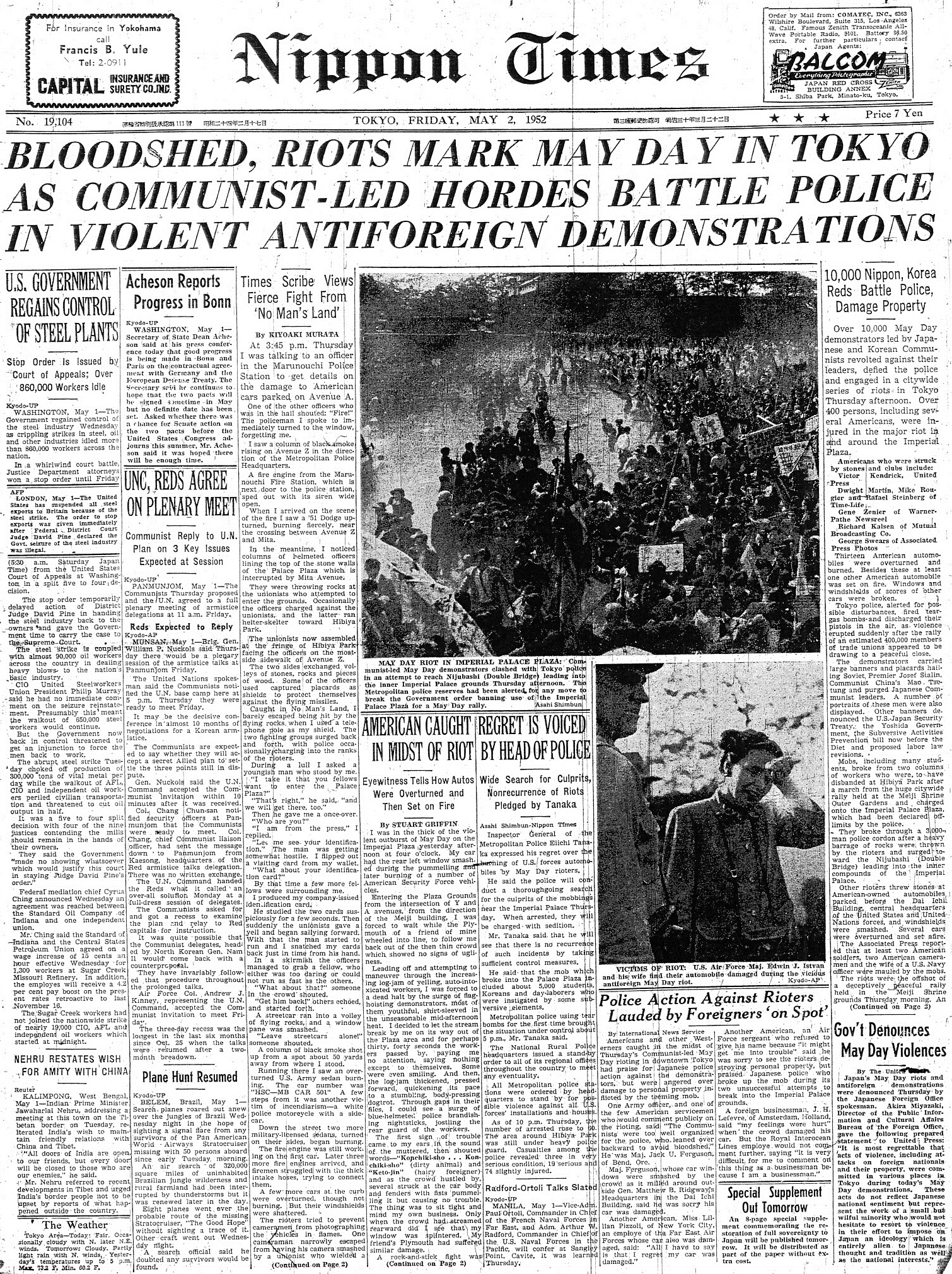
الصفحة الأولى من صحيفة نيبون تايمز بتاريخ 2 مايو 1952

في البداية، نجح المتظاهرون في احتلال الساحة دون حوادث، حيث تجمعوا معًا للتلويح بالأعلام، ورقص الثعبان، وغناء أغاني الاحتجاج. لكن بعد ذلك بوقت قصير، وصلت قوة كبيرة من ضباط الشرطة إلى مكان الحادث وأمرت المتظاهرين بإخلاء الساحة. رفض المتظاهرون المغادرة، فاندلعت معركة دامية، حيث واجه المتظاهرون المسلحون بأحجار الرصف، ومضارب البيسبول، والعصي الخشبية، وكرات الباتشينكو، ورماح الخيزران، وحتى بعض زجاجات المولوتوف، الشرطة المسلحة بالمسدسات والغاز المسيل للدموع والهراوات.   في النهاية، أطلقت الشرطة ما زعمت لاحقًا أنه "طلقات تحذيرية" من مسدساتها العسكرية، لكن بعض هذه الطلقات كانت موجهة مباشرة إلى الحشد، مما أسفر عن مقتل اثنين من المتظاهرين وإصابة اثنين وعشرين آخرين. 
مع اندلاع إطلاق النار، أصيب العديد من المتظاهرين بالذعر وحاولوا الفرار من الساحة، مما أدى إلى مزيد من الاشتباكات مع الشرطة. انقلب المتظاهرون المنسحبون وأضرموا النار في عشرات المركبات العسكرية الأمريكية المتوقفة على طول الطريق. وهتفوا "يانكي عودوا إلى دياركم!"، وهاجموا أيضًا المارة الأمريكيين، بمن فيهم الصحفيون والجنود الأمريكيون. أُلقي ثلاثة جنود أمريكيين في خندق القصر ورُجموا بالحجارة قبل أن يُنقذهم تدخل يابانيون آخرون. 

## العواقب
أُلقي القبض على 1232 متظاهرًا، منهم 261 وُجهت إليهم تهمة التحريض على الفتنة وقُدّموا للمحاكمة. واستمرت المحاكمات المتعلقة بحادثة عيد العمال الدامي لعقود بسبب إجراءات الاستئناف المطولة. ولم تُبرئ محكمة طوكيو العليا المتهمين الستة عشر الأخيرين إلا في 21 نوفمبر 1972، في إطار استئناف الادعاء العام على أحكام تبرئتهم السابقة في المحاكم الأدنى، ورفض الادعاء العام الاستئناف أمام المحكمة العليا اليابانية.
في أعقاب حادثة عيد العمال الدامي مباشرة، أقر البرلمان الوطني قانون منع الأنشطة التخريبية، الذي نص على عقوبات قانونية أكثر صرامة للأشخاص المدانين بالانخراط في "أنشطة تخريبية إرهابية" محددة، ومنح الحكومة السلطة لقمع أو حتى حل المنظمات المتورطة في تنفيذ هذه الأنشطة. 
استمرت أعمال العنف المتفرقة في جميع أنحاء البلاد طوال صيف عام 1952. على سبيل المثال، اشتبك المتظاهرون المناهضون لأمريكا مع الشرطة في أوساكا في يونيو، وألقوا زجاجات مولوتوف على الشرطة والمركبات العسكرية الأمريكية في ناغويا في يوليو. في وقت لاحق من ذلك العام، تحول الغضب الشعبي من استمرار وجود القواعد العسكرية في اليابان حتى بعد انتهاء الاحتلال إلى حركة مناهضة للقواعد على مستوى البلاد، بدءًا من الاحتجاجات واسعة النطاق المناهضة للقواعد في أوشينادا بمحافظة إيشيكاوا من عام 1952 إلى عام 1953.
في الانتخابات العامة التي جرت في خريف عام 1952، عاقب الناخبون اليابانيون الحزب الشيوعي على سياساته العنيفة، وخسر الحزب الشيوعي الياباني جميع مقاعده الخمسة والثلاثين في مجلس النواب.بعد ذلك، بدأ الحزب الشيوعي الياباني بالتراجع عن التشدد والعودة إلى نهجه السلمي السابق، لكن الأمر استغرق عقودًا لاستعادة قوته القديمة. لم يتعافى الحزب تمامًا حتى الانتخابات العامة عام 1972، عندما أرسل 38 عضوًا إلى البرلمان. 

### استشهادات
1. 1 2 3 4 5 6 7 8 9 10 11  Kapur 2018، صفحة 14.
2. 1 2 3  Hasegawa 2004، صفحة 98.
3. 1 2  Kapur 2018، صفحة 11.
4. ↑  Kapur 2018، صفحة 128.
5. ↑  Hasegawa 2004، صفحة 97.
6. ↑  Kapur 2018، صفحة 14-15.
7. ↑  Maki 1953، صفحة 489.
8. 1 2  Kapur 2018، صفحة 129.
9. ↑  Kapur 2018، صفحة 133.

### فهرس
- Hasegawa، Kenji (أبريل 2004). "Experiencing the 1952 Bloody May Day Incident". Journal of the International Student Center, Yokohama National University. ج. 11: 97–111.
- Kapur، Nick (2018). Japan at the Crossroads: Conflict and Compromise after Anpo. Cambridge, MA: دار نشر جامعة هارفارد. ISBN:978-0674984424. مؤرشف من الأصل في 2025-04-13.
- Maki، John (سبتمبر 1953). "Japan's Subversive Activities Prevention Law". The Western Political Quarterly. ج. 6 ع. 3: 489–511. DOI:10.1177/106591295300600305.